# خلیل اسعد رزم‌آرا
خلیل اسعد رزم‌آرا (١٢٩۴-١٣٨٢) سیاست‌مدار ایرانی بود، که در  دوره بیست و سوم  به‌عنوان نماینده ملایر در مجلس شورای ملی حضور داشت.

## زندگی‌نامه
خلیل اسعد رزم‌آرا با نام قبلی خلیل بحیرایی  به سال ١٢٩۴ در ملایر متولد شد.تحصیلات ابتدائی را در ملایر و دوران متوسطه را در همدان و تهران بپایان رساند.
او در سال ١٣٢٠ به استخدام وزارت فرهنگ درآمد و ناظم و مدیر دبستان سلطانی در ملایر شد.
وی در سال ١٣٢۵ رئیس آموزش و پرورش تویسرکان و در سال ١٣٢۶ رئیس آموزش و پرورش نهاوند و در سال ١٣٢٨ رئیس اوقاف ملایر بود. 
فعالیت‌های مطبوعاتی را در ۱۳۳۰ش، در ملایر، با انتشار نشریۀ مرد مبارز آغاز کرد و سپس آن نشریه را در تهران تا مرداد ۱۳۵۳ چاپ کرد. در دوره‌ی بیست و سوم به عنوان نماینده‌ی ملایر در مجلس بود. 

## آثار
- انتقام طبیعت
- هند خیال‌انگیز[۴]
- قیافه واقعی امریکا